# 8397 Chiakitanaka
8397 Chiakitanaka eller 1993 XO är en asteroid i huvudbältet som upptäcktes den 8 december 1993 av den japanska astronomen Satoru Otomo i Kiyosato. Den är uppkallad efter Chiaki Tanaka.
Asteroiden har en diameter på ungefär 7 kilometer och den tillhör asteroidgruppen Eunomia.